# Quản Bạ, Tuyên Quang
Quản Bạ là một xã thuộc tỉnh Tuyên Quang, Việt Nam.

## Địa lý
Xã Quản Bạ có vị trí địa lý:
- Phía đông, nam giáp xã Đông Hà
- Phía tây giáp thị trấn Tam Sơn và xã Quyết Tiến
- Phía bắc giáp xã Thanh Vân.

Xã Quản Bạ có diện tích 24,87 km²,dân số năm 2019 là 3.277 người, mật độ dân số đạt 132 người/km².

## Hành chính
Xã Quản Bạ được chia thành 8 thôn: Nà Vìn, Lũng Khúy, Khung Nhung, Pản Hò, Trúc Sơn, Nặm Đăm, Cổng Trời, Nà Khoang II.

## Lịch sử
Trước đây, Quản Bạ là một xã thuộc huyện Vị Xuyên.
Ngày 16 tháng 9 năm 1949, Ủy ban kháng chiến liên khu 10 ban hành Quyết định số 433-QĐHC về việc thành lập xã Quản Bạ thuộc huyện Vị Xuyên trên cơ sở các thôn Nà Thao, Nà Khoang, Nà Vìn, Nà Lù, Nà Trang, Bảo An, Thưởng Sơn, Lùng Khúy, Trúc Sơn, Pản Hò.
Ngày 15 tháng 12 năm 1962, Hội đồng Chính phủ ban hành Quyết định số 211-CP về việc thành lập huyện Quản Bạ trên cơ sở tách xã Quản Bạ thuộc huyện Vị Xuyên.
Ngày 20 tháng 8 năm 1999, Chính phủ ban hành Nghị định 74/1999/NĐ-CP về việc thành lập thị trấn Tam Sơn trên cơ sở điều chỉnh 1.230 ha diện tích tự nhiên và 3.858 nhân khẩu của xã Quản Bạ.
Xã Quản Bạ còn lại 5 thôn: Nà Vìn, Lùng Khúy, Trúc Sơn, Pản Hò, Nà Khoang II.
Thị trấn Tam Sơn có 7 thôn: Nà Khoang I, Nà Thao, Nà Lù, Nà Trang, Bảo An, Thượng Sơn, Phố.
Sau khi điều chỉnh địa giới hành chính, xã Quản Bạ có 1.895 ha diện tích tự nhiên và 2.212 nhân khẩu.